# Ryan Ochoa
Ryan Ochoa (ur. 17 maja 1996 w San Diego w stanie Kalifornia) – amerykański aktor.
Znany z roli Chucka Chambersa w produkowanym przez Nickelodeona serialu iCarly, oraz z serialu Disney XD Para królów gdzie wcielił się w postać Lanny'ego. Ma dwóch młodszych braci Raymonda i Roberta i jednego starszego Rick Ochoa.

## Filmografia
Filmy i dubbing
- 2011: Matki w mackach Marsa – Hatchling
- 2010: The Perfect Game – Norberto
- 2009: Astro Boy – Rick
- 2009: Opowieść wigilijna – Tiny Tim
- 2008: Siedem dusz – Choir Boy
- 2008: Parental Guidance – Max
- 2007: Nostalgia – Ryan Zorn

Seriale i dubbing
- 2010: Para królów – Lanny
- 2010: Zeke i Luther – Deuce
- 2010: Batman: Odważni i bezwzględni – Młody Speedy
- 2008: iCarly – Chuck Chambers